# Vert-Vert (Richard)
Pour les articles homonymes, voir Vert-Vert (homonymie).
Vert-Vert est un tableau peint par Fleury François Richard en 1804. Il est conservé au musée des Beaux-Arts de Lyon depuis le 1er juin 1820, date de son achat par la Ville de Lyon (Archives municipales de Lyon, 78 Wp 4, traité avec le vendeur). Il tire son nom du perroquet héros du poème Vert-Vert ou le Voyage du Perroquet de Nevers (1734) de Jean-Baptiste Gresset.

## Articles connexes

Vert-Vert en peinture
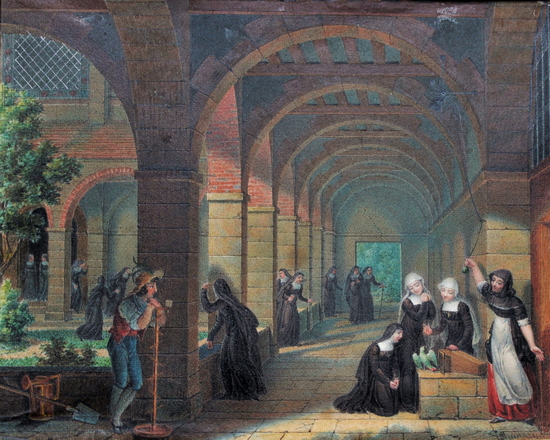
Le Perroquet Vert-Vert au couvent des Visitandines de Nantes, Jean-Claude Rumeau (1820
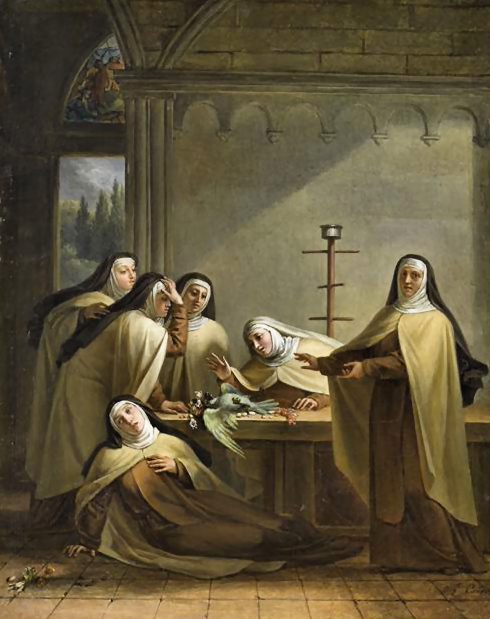
Mort de Ver-Vert, Auguste Couder (1830, musée de l'Oise à Beauvais)
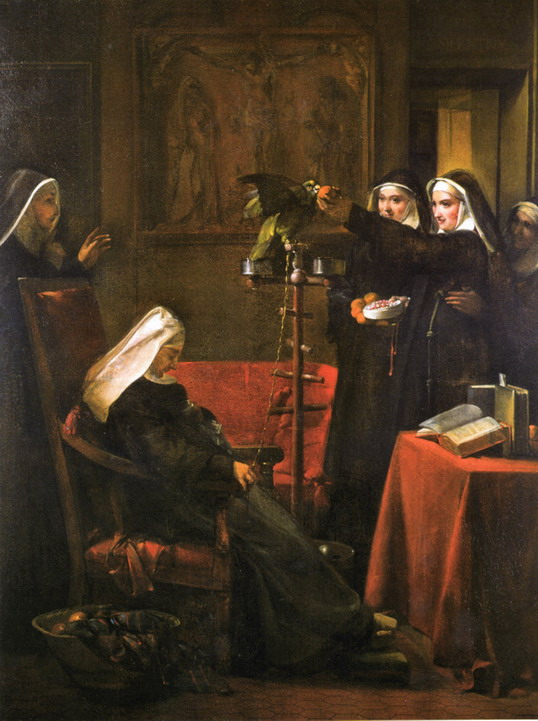
Captivité de Vert-Vert, François Marius Granet (1834, musée Granet d'Aix-en-Provence)
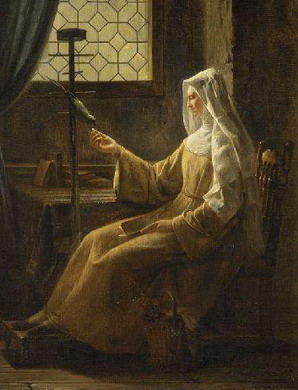
Vert-Vert, Claudius Jacquand (1835, musée du monastère royal de Brou à Bourg-en-Bresse)
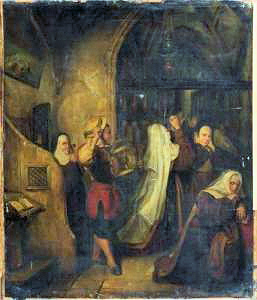
L'Arrivée de Vert-Vert à Nantes, Claudius Jacquand (1847, musée de la Faïence et des Beaux-Arts de Nevers